# Козятинська центральна районна бібліотека

У містечку, що виросло завдяки будівництву залізниці та завдяки сприянню шановної громади, що мала відповідний статус, затверджений царем Миколою II (про це свідчать архівні документи і публікації у часописі «Киевские губернские ведомости»), була утворена бібліотечна спілка. При спілці функціонувала бібліотека – читальня. Та в 1915 році спілка розпалася в зв’язку з виїздом на інше місце проживання її засновника Х. Грінберга. Література, відповідно статусу бібліотеки, була передана в користування єврейській спілці «Культурліга», що функціонувала на території містечка в 1922 році, нараховувала 583 російськомовних і 1195 єврейських книг.
 Після націоналізації театрів, обидва ілюзіони Грінберга – «Ехо» та «Експрес», де сьогодні мешкає районний будинок культури, були передані під заклади культури.
 У першій половині 1923 року в «Експресі» розміщалась невеличка бібліотека на 2 тис. книг і періодикою в 20 екземплярів. Бібліотека обслуговувала 11 відкритих в районі хат-читалень.
12 квітня 1923 року містечко стало районним центром. Саме в цей час було відкрито районну бібліотеку ім. Н. К. Крупської. Було введено плату за користування книгами для службовців залізниці ст. Козятин.
 У квітні 1925 року велика увага зверталася на поповнення бібліотек українськомовною літературою.
В 40-х роках її фонд становив лише 15 тис. примірників книг. Після подій  Німецько-радянської війни бібліотека була повністю зруйнована і втратила 22 113 книг. Відбудована силами громадськості лише у 1947 р., фонд бібліотеки становив 3500 книг, а читанням охоплено було 250 користувачів. Література розміщена була на полицях в пристосованій будівлі у 4-х невеличких тісних і темних кімнатах.
 У 1979 році створено Централізовану бібліотечну систему району.
 У 1986 році, після довготривалих снігопадів, одного ранішнього дня мешканці побачили книгозбірню з поваленою покрівлею, під якою майже сховалися томи книгодруків і все убоге майно.
Козятинська райбібліотека для дітей, згідно зі звітом обласної бібліотеки для дітей, відкрита в липні 1947 року на базі фонду дитячого відділення райбібліотеки для дорослих. Першою завідувачкою новоутвореної дитячої бібліотеки стала Н. А. Коляда, з лютого 1949 року її очолила Г. М. Гімельрайх, яка незмінно працювала в ній 39 років. 
 До 1951 року бібліотека двічі переселялася з одного невеличкого приміщення в інше і лише в 
1951-му отримала приміщення з шести кімнат (154 кв.м.).
 28 жовтня 1988 року стало для районної бібліотеки та райбібліотеки для дітей етапом її відтворення. Загальними зусиллями усіх громадян, методом «народної будови» була збудована чудова трьохповерхова споруда, котра зібрала, виблискуючи на сонці покрівлею, установи міста: райвно, центр позашкільної роботи з дітьми та підлітками, Центральну районну бібліотеку та районну дитячу бібліотеку.

 Козятинська централізована бібліотечна система, в складі якої нині функціонує 36 бібліотек, створена у 1979 році. В її структурі діє Центральна районна бібліотека, райбібліотека для дітей, 39 бібліотек-філій. 
 Центральна районна бібліотека щороку удосконалюється, забезпечуючи право користувачів на вільний доступ до інформації.
 Тут створено комфортні умови для читачів, передбачено зони відкритого доступу до фонду. Щорічно бібліотеку відвідують понад 5 тисяч користувачів, до послуг яких книжковий фонд 59 656 примірників документів. Діють абонемент, читальний зал, кафедра обслуговування юнацтва, сектори мистецтвознавчої та краєзнавчої літератури, відділ комплектування, обробки та збереження бібліотечного фонду, методичний кабінет.
 Найважливішим ресурсом бібліотеки є доступ до всесвітньої інформаційної мережі Інтернет. В бібліотеці з 2007 року працює Інтернет – центр створений за фінансової підтримки райдержадміністрації та районної ради.
 Бібліотекарі забезпечують доступ користувачів до знань, адже вміло підібрана книга, вчасно надана порада спонукає людей на добрі справи, пробуджує любов до прекрасного, допомагає дитині повірити в свої сили і визначитись у подальшому житті.